# Керри, Джим
Джеймс Ю́джин (Джим) Ке́рри (англ. James Eugene «Jim» Carrey; род. 17 января 1962, Ньюмаркет, Онтарио, Канада) — канадско-американский актёр кино, телевидения и озвучивания, телеведущий, комик, сценарист, продюсер, художник, певец. Обладатель двух и номинант на шесть «Золотых глобусов», номинант на премию BAFTA, а также обладатель ряда других премий. Является одним из самых высокооплачиваемых комиков 
США и всего мира.
Наиболее известен благодаря главным ролям в фильмах «Маска», «Тупой и ещё тупее», «Эйс Вентура: Розыск домашних животных», Эйс Вентура 2: Когда зовёт природа, «Лжец, лжец», «Шоу Трумана», «Человек на Луне», «Гринч — похититель Рождества», «Брюс Всемогущий», «Вечное сияние чистого разума», «Всегда говори „да“», «Соник в кино» и двух продолжениях.

## Биография

### Детство и юность
Родился 17 января 1962 года в Ньюмаркете (Канада). Отец — Перси Керри, саксофонист-самоучка и бухгалтер; умер в 1994 году. Мать — Кэтлин Керри (в девичестве Орам), певица, а позже домохозяйка; умерла в 1991 году от отказа почки. У Джима есть старшие сёстры Пэт и Рита, и старший брат Джон. Джим рос в католической семье. Его предками были ирландцы, шотландцы, французы (со стороны матери) и франкоканадцы (со стороны отца), и изначально его фамилия звучала как Каррэ.
Мать Джима страдала одной из форм невроза: ипохондрическим синдромом — она приписывала себе симптомы различных болезней, поэтому иногда её считали сумасшедшей.
Когда Джиму исполнилось 14 лет, его семья переехала в Скарборо (Онтарио), где он в течение двух лет посещал Школу Благословенной Троицы в Норт-Йорке. Следующий год учился в Агинкортском институте, а затем недолго посещал среднюю школу Норсвью (в целом провёл три года в 10-м классе).
Финансовые проблемы в семье начались, когда Керри учился в школе. Когда его отца уволили с работы, всей семье пришлось переехать в Скарборо, где Перси нашёл себе работу охранника на фабрике «Титановые колёса» в пригороде Торонто, производившей стальные ободы и шины. Там же приходилось работать и всей семье Керри. После школы Джиму и его сёстрам и брату приходилось делать уборку — мыть полы и унитазы. В это время Джим становится замкнутым ребёнком.
Когда же вся семья решила бросить эту работу, им пришлось жить в автофургоне «Фольксваген». После того, как отец нашёл работу, семья переехала в Берлингтон, Онтарио. Здесь Керри прожил 8 лет, учился в средней школе (Aldershot School).
В 1979 году основал группу «новой волны» — Spoons. Здесь он также работал на сталелитейном заводе Дофаско. В феврале 2007 года в интервью газете «The Hamilton Spectator» Керри отметил, что если бы его карьера в шоу-бизнесе не заладилась, то он по-прежнему бы работал на заводе Дофаско.

### Личная жизнь
До октября 2004 года имел только канадское гражданство, после получил ещё гражданство США.
8 марта 1987 года Керри женился на Мелиссе Уомер, официантке «Комедийного магазина». 6 сентября у них родилась дочь Джейн Эрин Керри. Временами поведение Керри по отношению к жене отличалось различными странностями. Частые семейные ссоры в итоге подтолкнули Керри к разводу в 1995 году, по итогам которого он выплатил Мелисе 7 млн $. У него опять начались депрессии, он стал использовать антидепрессанты, но они особенно не помогали. Позже он решил бороться с депрессиями другим способом: принимать витамины, заниматься спортом.
Проблемы надо решать, а не запивать таблетками.
Также Керри собирался написать книгу о своей борьбе с депрессией.
В 1996 году Керри и Лорен Холли, его партнёрша по фильму «Тупой и ещё тупее», поженились. Спустя 10 месяцев они развелись.
Керри встречался с Рене Зеллвегер, своим личным врачом Тиффани Сильвер и моделью журнала Playboy Анин Бинг.

«Я не верю в эти сказки про вечную любовь. Десять лет с одним и тем же человеком — более чем достаточно. За десять лет ты можешь подарить очень много любви».
С 2005 по 2010 год встречался с фотомоделью Дженни Маккарти, которая, как и Керри, является активистом организации Generation Rescue.

«Дженни — первая женщина в моей жизни, по поводу которой в моей голове не возникало никаких сомнений».
 Их отношения также были напряжённые и отличались странным поведением Керри. После разрыва с Маккарти ходили слухи, что Керри выплатил ей 25 млн $ за молчание. Выплата такой огромной суммы могла быть объяснена тем, что Керри пожелал сохранить в тайне подробности своей личной жизни с Маккарти. Однако, как сказала сама Маккарти, «это всё домыслы».
Дочь Керри Джейн стала выступать в собственной рок-группе Jane Carrey Band. Осенью 2009 года она вышла замуж, уже будучи беременной, за рок-музыканта этой же группы Алекса Сантана. 26 февраля 2010 года Джейн Керри родила сына Джексона Райли Сантану.
Однако спустя 9 месяцев, в декабре 2010 года, Джейн и Алекс развелись, а Джексон остался с матерью.
Керри и 28-летняя Катриона Уайт начали свои отношения в 2012 году, однако спустя несколько месяцев расстались. В мае 2015 года они начали снова встречаться, однако 24 сентября пара снова разорвала отношения. 29 сентября 2015 года Уайт покончила с собой из-за расставания с Керри, приняв большую дозу таблеток. В качестве предсмертной записки Уайт оставила запись в Twitter: «Заканчивая свой последний твит, я надеюсь, что была добра ко всем моим близким людям».

19 сентября 2016 года Марк Бертон, муж Уайт с 2013 года и до самой её смерти, подал в суд на Керри, заявив, что тот использовал своё «огромное богатство и статус знаменитости» для незаконного получения и распространения отпускаемых по рецепту лекарств, связанных с её смертью. В связи с этим Керри на следующий день опубликовал заявление: 
Какой ужасный позор.[уточнить] Мне было бы легко попасть в заднюю комнату с адвокатом этого человека и покончить с этим, но есть моменты в жизни, когда ты должен встать и защитить свою честь от зла в этом мире. Я не потерплю этой бессердечной попытки эксплуатировать меня или женщину, которую я любил. Проблемы Кэт родились задолго до того, как я встретил ее, и, к сожалению, её трагический конец был никому не подвластен. Я очень надеюсь, что когда-нибудь люди перестанут пытаться извлечь из этого выгоду и позволят ей покоиться с миром.
В октябре 2016 года мать Уайт, Бригид Свитман, также подала судебный иск против Керри. В этом иске адвокат Свитман утверждала, что Керри прошёл тест на инфекции, передаваемые половым путём, и «намеренно скрыл результаты от госпожи Уайт, с которой он был тесно связан, и не сообщил ей, что у него был положительный результат на гепатит A, HSV (герпес) I и II, а также хламидиоз. Чтобы усугубить положение, Керри затем занялся незащищённым сексом с госпожой Уайт, полностью зная, что у него ЗППП». Сама Свитман позже выступила с заявлением: «Эти документы показывают, что Джим Керри лгал СМИ, общественности и суду. Керри теперь показал, кем он является — нечестной голливудской знаменитостью, которая думает, что он может сказать что-нибудь и обмануть людей просто потому что он знаменит». Иск был отклонён 25 января 2018 года, и адвокаты обеих сторон подтвердили, что дальнейших судебных разбирательств не будет.
Почти год спустя на церемонии вручения «Золотого глобуса-2019» Керри вышел в свет со своей новой возлюбленной, 34-летней актрисой Джинджер Гонзага, с которой познакомился на съёмках сериала «Умираю со смеху», где был продюсером. Затем они продолжили совместную актёрскую работу над сериалом «Шучу», в котором Керри также снялся с Гонзага в эротической сцене.

## Карьера

### Начало карьеры
Ещё в детстве любимым увлечением Керри было кривляние. Уже тогда он веселил одноклассников, родственников, пародировал Брежнева и Джека Николсона. В 11 лет Керри послал 80 пародий на шоу Кэрол Барнет, но ответа не получил. В 15 лет отец привёл его в комедийный клуб Yuk Yuk's в городе Торонто. Его первое выступление оказалось провальным, он был освистан и не выступал в течение двух лет. Керри вспоминает:
Мой отец привёл меня в местечко под названием «Як-Як» в Торонто, как только мне исполнилось 15, и я делал номер, который мы написали вместе. Я вышел на сцену, и я помню владельца клуба, стоящего за сценой с микрофоном и бубнящего: «Ужасно скучно, ужасно скучно, ужасно скучно…», или что-то вроде этого. На мне был один из этих, как они там называются, полиэстеровых костюмов и зрители практически закидали меня тухлыми яйцами.
Только в 1979 году Керри решился выступить повторно, на этот раз успешно. Он стал выступать в клубе под руководством менеджера Литрайса Спивака и в феврале 1981 года стал главной звездой клуба. Один из критиков газеты «Торонто Стар» назвал Керри «настоящей звездой, выходящей в свет». Керри создавал свой сценический образ, основываясь на образе своего кумира Джерри Льюиса.
В начале 1980-х Керри переехал в Лос-Анджелес и стал выступать в клубе «Комедийный магазин». Там его заметил известный американский комик Родни Дэнджерфилд и предложил открывать свои выступления. С тех пор Керри стал уделять внимание телевидению и попытался пройти кастинг на программу «Saturday Night Live» канала NBC сезона 1980-81 года, но неудачно (Керри всё же попал на неё, но в качестве приглашённого ведущего в мае 1996 и январе 2011 года). Джоэл Шумахер устроил ему прослушивание в фильм «Вашингтонское такси», но и из этого ничего не вышло. В основном Керри пародировал знаменитостей. Он пользовался успехом у публики, а в 1984 году журнал «People» назвал его одним из лучших молодых американских пародистов.
Его первой главной ролью на телевидении стала роль Скипа Таркентона, анимационного продюсера, в детском анимационном сериале «Утиная фабрика».
Карьера Керри шла в гору, и он решил пригласить в Лос-Анджелес своих родителей, однако программа закрылась через 13 недель. Ему приходилось содержать родителей и налаживать карьеру. В конце концов ему пришлось отправить родителей домой. Работы не было, а здоровье матери ухудшилось. У Керри начались депрессии. Он регулярно посещал различные прослушивания, а в свободное время лепил скульптуры мультперсонажей. Керри перестал гастролировать и исчез со сцены на два года. Играя второстепенные роли на телевидении, он познакомился с комиком Деймоном Уэйансом. Позже он снялся с ним в фильме «Земные девушки легко доступны», а когда брат Деймона, Кинен, стал набирать актёров в комедийное шоу «В живом цвете» телеканала Fox, то пригласил в него Керри. В программе Керри был одним из двух белых актёров. Наиболее известными персонажами его скетчей стали мазохист-инспектор по безопасности Билл Бёрнс и женщина-бодибилдер Вера де Майло. Программа шла в эфире с 1990 по 1994 год.

### Популярность

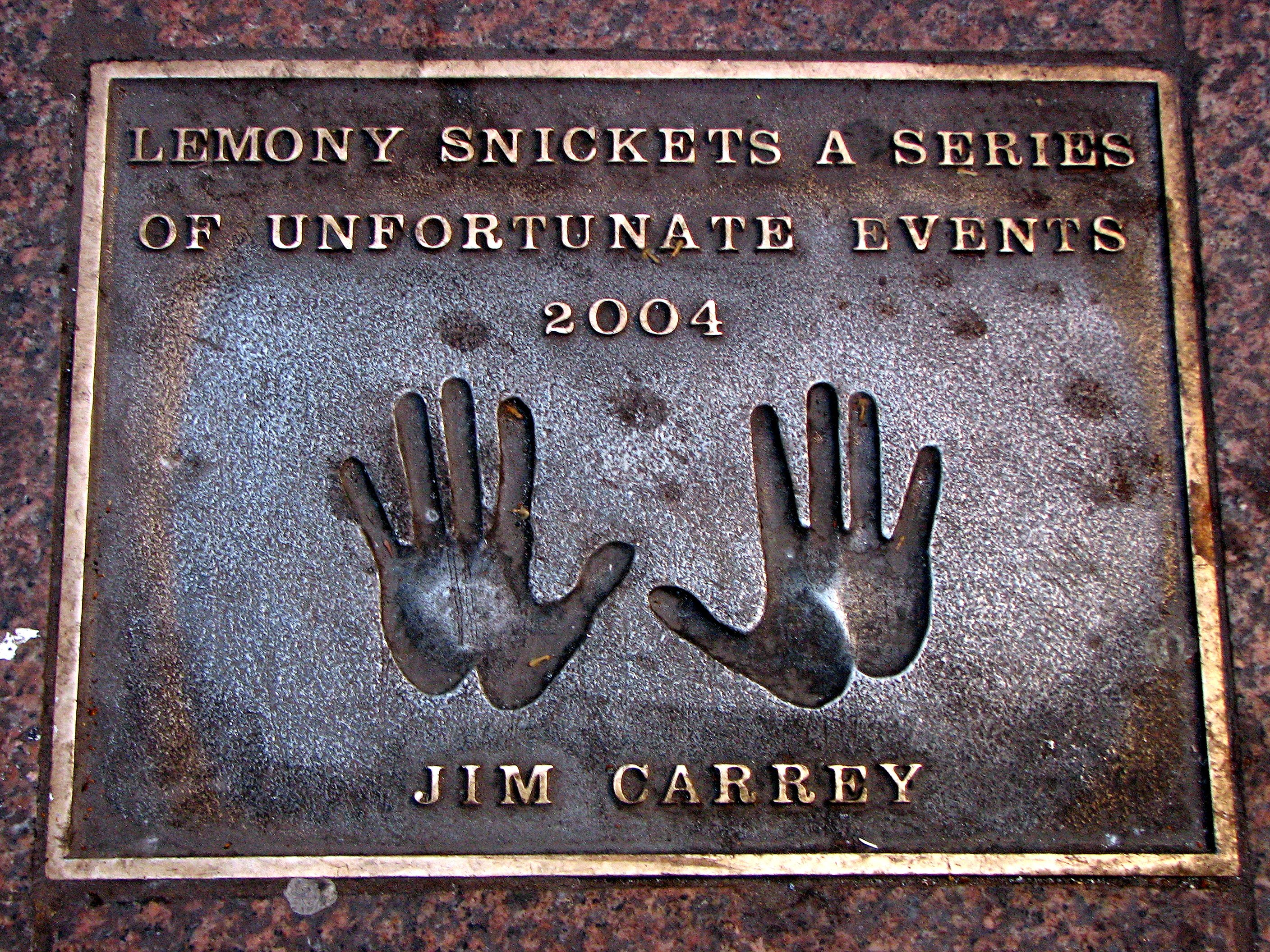
Отпечатки рук Джима Керри

В 1983 году у Керри состоялся актёрский дебют в фильме «Резиновое лицо» режиссёра Глена Салзмана. В этом же году он снялся в фильмах «Всё в хорошем вкусе» и «Гора Куппер» режиссёра Дэвида Митчелла в роли Бобби Тода. Двумя годами позже Керри получил свою первую главную роль в фильме «Однажды укушенный» Сторма Ховарда. В этом фильме он сыграл Марка Кендэлла, девственника, влюбившегося в графиню-вампиршу. Критики фильм не оценили. Годом позже, в 1986 году снялся в фильме «Пегги Сью вышла замуж» Фрэнсиса Форда Копполы в роли Уолтера Гетца. В двух последующих фильмах, «Список смертников» 1988 года и «Розовый кадиллак» 1989 года, где он сыграл Джони Скуареса, он познакомился с Клинтом Иствудом, который заметил начинающего юмориста в одном из клубов, где тот выступал и пародировал знаменитостей, в том числе и Иствуда. В фильме «Земные девушки легко доступны» Джулиана Темпла Керри сыграл одну из главных ролей, Уиплока — инопланетянина, попавшего на землю. Фильм получил неплохие отзывы кинокритиков.
В 1991 году Керри убедил продюсеров доверить ему собственное шоу и появился на экранах с «Неестественным актом Джима Керри». Это шоу он посвятил своей скончавшейся матери. В этом же году он снялся в фильме «Нервы на пределе». В 1992 году снялся в фильме «Жизнь на Мэйпл-Драйв» и мультфильме «Паучок Итси-Битси», озвучив истребителя насекомых.
В 1993 году Керри приступил к съёмке малобюджетного фильма «Эйс Вентура: Розыск домашних животных». Фильм ожидал трудный путь: сценарий никто не хотел спонсировать, а известнейшие комики Америки отказались от участия в картине. Керри также выступил в роли сценариста. Режиссёром фильма стал Том Шедьяк, а партнершей по фильму — Кортни Кокс. Керри сам придумал образ Вентуры, его своеобразную причёску, а также пригласил группу «Cannibal Corpse» принять участие в съёмке.
В прокате фильм ожидал успех — кассовые сборы составили более 100 млн $. Керри получил 350 тысяч. С одной стороны, фанаты приняли фильм, а сам Керри удостоился номинации на премию «MTV Movie Awards» за лучшую комедийную роль. Но с другой стороны, критики осмеяли фильм, а Керри был номинирован на «Золотую малину» как худшая новая звезда. Персонаж Эйс Вентура стал поп-иконой и вошёл в сотню бессмертных персонажей по версии журнала «Empire».
В 1994 году Керри снялся в фильмах «Маска» и «Тупой и ещё тупее». Режиссёром фильма «Маска» стал Чак Рассел, а партнершей Керри — Камерон Диас, для которой эта роль стала дебютной. Своего героя, Стенли Ипкиса, застенчивого служащего банка, Керри ассоциировал со своим отцом, Перси, а яркий костюм, в котором ходил его персонаж Маска, он создал по образу костюма, созданного его матерью, Кэтлин. Фильм у критиков пользовался популярностью и собрал в прокате 350 млн $. Керри получил гонорар в размере 500 тысяч. Фильм получил номинации на множество престижных премий: «MTV Movie Awards», «BAFTA», «Золотой глобус» (для Керри) и «Оскар». Для Керри номинация на «Золотой глобус» стала первым серьёзным признанием кинокритиков.
Режиссёрами фильма «Тупой и ещё тупее» стали братья Фаррелли, партнёрами Керри — актёр Джефф Дэниэлс и актриса Лорен Холли, будущая жена Керри. Критики оценили фильм. «Тупой и ещё тупее» собрали в мировом прокате 247 млн $. Керри получил 7 млн и свою первую премию канала MTV за лучшую комедийную роль. Чтобы Ллойд Кристмас, персонаж Керри, выглядел смешнее на экране, Джим снял с двух передних зубов пломбу. Керри также стал автором финальной сцены фильма. По сценарию главные герои, Гарри и Ллойд, должны были сесть в автобус с девушками. Джудд Апатоу:
Я помню, что руководство студии очень хотело, чтобы главные герои сели в этот автобус, но Джим отказался, сказав: «Мой герой никогда бы не смог додуматься до того, чтобы сесть в этот автобус, он никогда не сделал бы этого…» и продолжил: «Я понимаю, что зрителям понравилось бы это, но он не сядет в него».

### Продолжение карьеры
В 1995 году Джим Керри снялся в фильме Джоэла Шумахера «Бэтмен навсегда» в роли злодея Загадочника (Ридлера). Керри в одном из интервью говорил, что получившийся образ Загадочника похож на Мишель Пфайффер и Фреда Астера. Керри впервые снимался с таким «звездным» актёрским составом: Вэл Килмер, Томми Ли Джонс и Николь Кидман. Фильм в прокате собрал 336 млн $, а Керри получил 5 млн. Критики же фильм не оценили, но Керри был номинирован на премию MTV как лучший злодей (Джонс был номинирован также), но оба уступили в борьбе Кевину Спейси. Также Керри снялся в сиквеле фильма «Эйс Вентура: Розыск домашних животных» «Эйс Вентура: Когда зовёт природа» Стива Одекерка. Персонаж не претерпел никаких изменений внешне, но изменился внутри, став приверженцем буддизма. В прокате фильм собрал 212 млн $, Керри получил 5 млн. Критики, как и предыдущим фильмом, остались недовольны, а фильм был номинирован на «Золотую малину» как худший сиквел. Однако это не помешало Керри получить две премии MTV: «Лучшая мужская роль» и «Лучшая комедийная роль».
В 1996 году Керри принял приглашение сняться в фильме «Кабельщик» Бена Стиллера. Он сыграл очередного неудачника, Чипа Дугласа. Эта роль стала первой в его карьере, когда он играл не просто в комедии, но и в драме. Фильм собрал около 100 млн $, а Керри получил рекордную сумму в 20 млн. До него такую сумму никто из комедийных актёров ещё не получал. Однако 20 млн стали его стандартным гонораром. Критики отнеслись к фильму прохладно, а Керри получил очередные премии MTV за лучшую комедийную роль и за лучшего злодея.
В этом же году Керри принял участие в программе Saturday Night Live. Большую известность получил скетч Roxbury Guys, в котором он снялся вместе с Уиллом Ферреллом и Крисом Кэттеном. По мотивам данного скетча в 1998 году был снят фильм «Ночь в Роксбери».
В 1997 году Керри снялся в комедии «Лжец, лжец» Тома Шедьяка, его партнёршей стала Мора Тирни. Он сыграл лживого адвоката Флетчера Рида, вынужденного говорить правду. После прихода известности к Керри, это был его первый фильм, где зритель видит его настоящие волосы. Сам Джим говорит об образе: 

Когда я впервые увидел сценарий, я сказал: «Так. У меня не будет зелёной головы, мне не будут по три часа укладывать волосы, мне не будут замораживать череп…» Не будет ничего из того, что я делал раньше. И я подумал: «Но это же здорово!».
 Во время съёмок Керри сам бился головой об унитаз, стены и прочие предметы, чтобы использовать эти звуки во время озвучивания. Ради этого фильма он отказался от роли Доктора Зло в фильме «Остин Пауэрс: Международный человек-загадка». Фильм собрал 300 млн $, а гонорар Керри составил 20 млн. Критики были восхищены картиной, а Керри во второй раз был номинирован на «Золотой глобус» за лучшую мужскую роль в комедии. Канал MTV в очередной раз наградил его за лучшую комедийную роль.
В 1998 году Керри снялся в картине Питера Уира «Шоу Трумана». Роль Трумана Бербэнка стала первой трагической ролью Керри. Своей игрой Керри хотел доказать, что умеет играть не только придурков, но и серьёзные трагические роли, поэтому было запрещено произносить на съёмочной площадке «глупые» реплики из его прошлых ролей. Его партнёром по съёмочной площадке стал Эд Харрис. Фильм собрал более 260 млн $, а сам Керри получил 12 млн. Критики были восхищены картиной, «Шоу Трумана» получил три премии Британской академии, три премии «Золотой глобус», в том числе за лучшую актёрскую игру в драме (первый «Глобус» Керри) и лучшую актёрскую игру второго плана (Эд Харрис), и три номинации на «Оскар». Также Керри получил премию MTV как лучший актёр. Керри назвал сценарий «Шоу Трумана» одним из самых интересных в своей карьере, позже поставив на одну планку с ним «Вечное сияние чистого разума».
В этом же году Керри сыграл в фильме Марка Стивена Джонсона «Саймон Бирч».
В 1999 году Керри снялся в фильме Милоша Формана «Человек на Луне». Конкурс на роль Энди Кауфмана был огромен: Шон Пенн, Эдвард Нортон, Кевин Спейси, но когда Форман увидел пробы Керри, то решил, что именно Керри лучше всех справится с ролью. Когда стало известно, что главную роль в «Человеке на Луне» будет играть Керри, большинство поклонников Кауфмана было категорически против этого. Вокалист группы «R.E.M.» Майкл Стайп, один из самых ярых фанатов Кауфмана, даже звонил Форману и убеждал его, что Керри никогда не сможет перевоплотиться в Кауфмана и отбросить свои «керризмы». Сам же Керри стал серьёзно готовиться к роли: на протяжении многих месяцев интервьюировал всех, кто лично знал Кауфмана, изучал плёнки с записями покойного комика. На площадке Керри просил, чтобы его называли Энди, а не Джим, даже Форману пришлось подчиниться этому правилу. Однако «Человек на Луне» стал первым фильмом Керри, который не окупился в прокате — он собрал лишь 47 млн $. Керри же получил 20 млн. Критики к фильму отнеслись прохладно, картина получила приз Берлинского кинофестиваля. Керри получил свой второй «Золотой глобус» — теперь уже как лучший актёр комедии или мюзикла — и номинацию на премию канала MTV как лучший актёр.

### 2000-е
В 2000 году Керри вернулся к комедиям. Он снялся в фильме братьев Фаррелли «Я, снова я и Ирэн» в роли офицера Чарли Беллигейтса, страдающего раздвоением личности. Его партнёршей стала Рене Зеллвегер. Фильм в прокате собрал 150 млн $, а Керри получил 20 млн. Критикам картина не понравилась, Керри был номинирован на премию MTV как лучший комедийный актёр.
В этом же году Керри снялся в фильме Рона Ховарда «Гринч — похититель Рождества» в заглавной роли. Гримёры накладывали на него грим три часа, а жёлтые линзы, которые Керри приходилось носить, он возненавидел. Они были настолько неудобными, что некоторые сцены приходилось снимать без них, а потом дорисовывать линзы на компьютере. «Гринч — похититель Рождества» собрал в прокате 345 млн $, Керри получил стандартный гонорар в 20 млн. Критикам фильм не понравился, «Гринч…» был номинирован на «Золотую малину» в двух категориях. С другой стороны, фильм удостоился приза Британской киноакадемии и «Оскара» за лучший грим. Сам же Керри был в очередной раз номинирован на «Золотой глобус», а получил премию MTV как лучший злодей.
В 2001 году Керри снялся в драме Фрэнка Дарабонта «Мажестик». Его партнёршей стала Лори Холден. Фильм в прокате не окупился, собрав лишь 37 млн $, критикам фильм не понравился, а некоторые из них считали, что Керри сыграл роль Питера Эплтона для того, чтобы получить «Оскар».
В 2003 году Керри снялся в фильме Шедьяка «Брюс Всемогущий». Его партнёрами стали Дженнифер Энистон и Морган Фримен. Керри сыграл репортёра Брюса Нолана, которого Бог наделил своей силой. На съёмках фильма случилось ЧП: во время сильного порыва ветра операторский кран повалился, чуть не задев стоявшую к нему спиной Энистон. Но Керри, заметив падение крана, быстро оттолкнул её в сторону и спас от трагического исхода. Кассовые сборы фильма составили 484 млн $, став не только самым кассовым фильмом Керри, но также и одной из самых кассовых комедий. Керри получил 25 млн. Критики, однако, отнеслись к фильму прохладно. Керри был номинирован на премию MTV как лучший комедийный актёр и за лучший поцелуй (с Дженнифер Энистон).
В 2004 году Керри снялся в картине Мишеля Гондри «Вечное сияние чистого разума». Партнёршей стала Кейт Уинслет. Керри сыграл Джоэла Бэриша. Актёрам, несмотря на проблемы с адаптацией сценария, было разрешено импровизировать. Любимым моментом картины для Майкла Гондри стала сцена с внезапным исчезновением Клементины (Уинслет). Джим Керри не знал об этом, и поэтому, когда Кейт Уинслет исчезла, он испугался и не понимал что происходит. В итоге именно этот момент вошёл в картину. Фильм собрал 70 млн $, получил восхищённые отзывы кинокритиков. Фильм номинировался на множество наград: «Сезар», Британская академия (в том числе за лучшие мужские и женские роли для Керри и Уинслет соответственно), «Сатурн» (также и за главные роли Керри и Уинслет), «Золотой глобус» (также номинации за главные роли (для Керри — это шестая номинация на Глобус)) и «Оскар». Керри, однако, ни одной награды не выиграл.
В этом же году Керри снялся и в комедии Брэда Силберлинга «Лемони Сникет: 33 несчастья», где сыграл графа Олафа, а также несколько персонажей, в которых перевоплощался сам граф. Керри сравнивал своего персонажа со своим отцом: 

«Внешне граф похож на моего отца, который выглядел как фрик. Моя семья говорила мне: „Эй, что ты делаешь, мы ведь тоже смотрим фильм!“»
 Большинство реплик персонажей, сыгранных Керри, были его импровизацией. Фильм собрал 208 млн $, критики фильм оценили. Фильм получил премию «Оскар» за лучший грим, а Керри — номинацию на премию MTV как лучший злодей.
В 2005 году Керри снялся в фильме Дина Паризо «Аферисты: Дик и Джейн развлекаются». Его партнёршей стала Теа Леони. Керри сыграл афериста Дика Харпера. Фильм в прокате собрал 201 млн $. Критики фильм не оценили.
В 2006 году Керри разорвал контракт с агентством UTA, с которым сотрудничал более 15 лет. Эксперты говорили, что разрыв последовал из-за приостановки съёмок фильмов «Used Guys» и «Ripley’s Believe It or Not!»
В 2007 году Керри выступил в новом амплуа — актёр триллера в фильме Шумахера «Роковое число 23». Керри с удовольствием снялся в фильме, так как и сам был увлечён магией числа «23». Вирджиния Мэдсен стала его партнёршей по фильму. Фильм собрал 77 млн $. Фильм был полностью раскритикован, а сам Керри был номинирован на «Золотую малину» как худший актёр.
Несмотря на неудачу предыдущих проектов, последующие ждал успех. В 2008 году Керри дебютировал как актёр озвучивания в мультфильме «Хортон» — озвучил главного героя — слона Хортона. Мультфильм собрал почти 300 млн $. Критики приняли картину тепло.
В этом же году вышла комедия Пейтона Рида «Всегда говори „да“». Керри снялся с Зоуи Дешанель. Он подошёл к роли Карла Аллена обстоятельно: учил корейский язык, самостоятельно совершал ряд трюков (прыжок с моста на тросе, езду на «Дукати»). Во время выполнения одного из них сломал три ребра: 

«…Я сломал три ребра, всего-навсего слегка упав, когда снимали сцену в баре. Мне всего лишь требовалось выбить поднос из рук официантки и приземлиться на спину. И вот итог — три ребра. Я сам виноват. Нужно было падать на задницу. Я так и планировал. Но во время падения передумал и грохнулся на спину. Понимаете, я умею хорошо падать на задницу. Делал это всю жизнь… Вдруг решил, что если шмякнусь всем телом — будет смешнее… После этой травмы пришлось менять рабочий график. Все сложные сцены перенесли по времени. Но я хочу заметить: экс-комедиант, который живёт во мне, заставил эту сцену довести до конца. Я встал и спросил у группы: „Вы не могли бы глянуть, что у меня со спиной?“».
 Фильм собрал 223 млн $. Гонорар Керри составил 36,2 % от сборов, с учётом всех расходов. Хотя фильм не получил тёплых отзывов со стороны критиков, поклонники хорошо приняли его. После долгого перерыва, Керри получил награду MTV за лучшую комедийную роль. В итоге, за 2008 год Джим заработал около 18,6 млн € (≈ 25,4 млн $).
В феврале 2009 года стало известно, что Керри снимется в мюзикле «Чёртовы янки» в роли дьявола, который купил душу главного героя Джо Харди (Джейк Джилленхол).
В 2009 году вышло несколько картин с участием Керри. «Рождественская история» Роберта Земекиса стала первым проектом, съёмки которого проходили при помощи технологии «motion capture». Керри озвучил несколько ролей: Эбенезер Скрудж, Призрак прошлого Рождества, Призрак настоящего Рождества, Призрак грядущего Рождества. В прокате фильм собрал 323 млн $. Критики отнеслись к фильму прохладно.

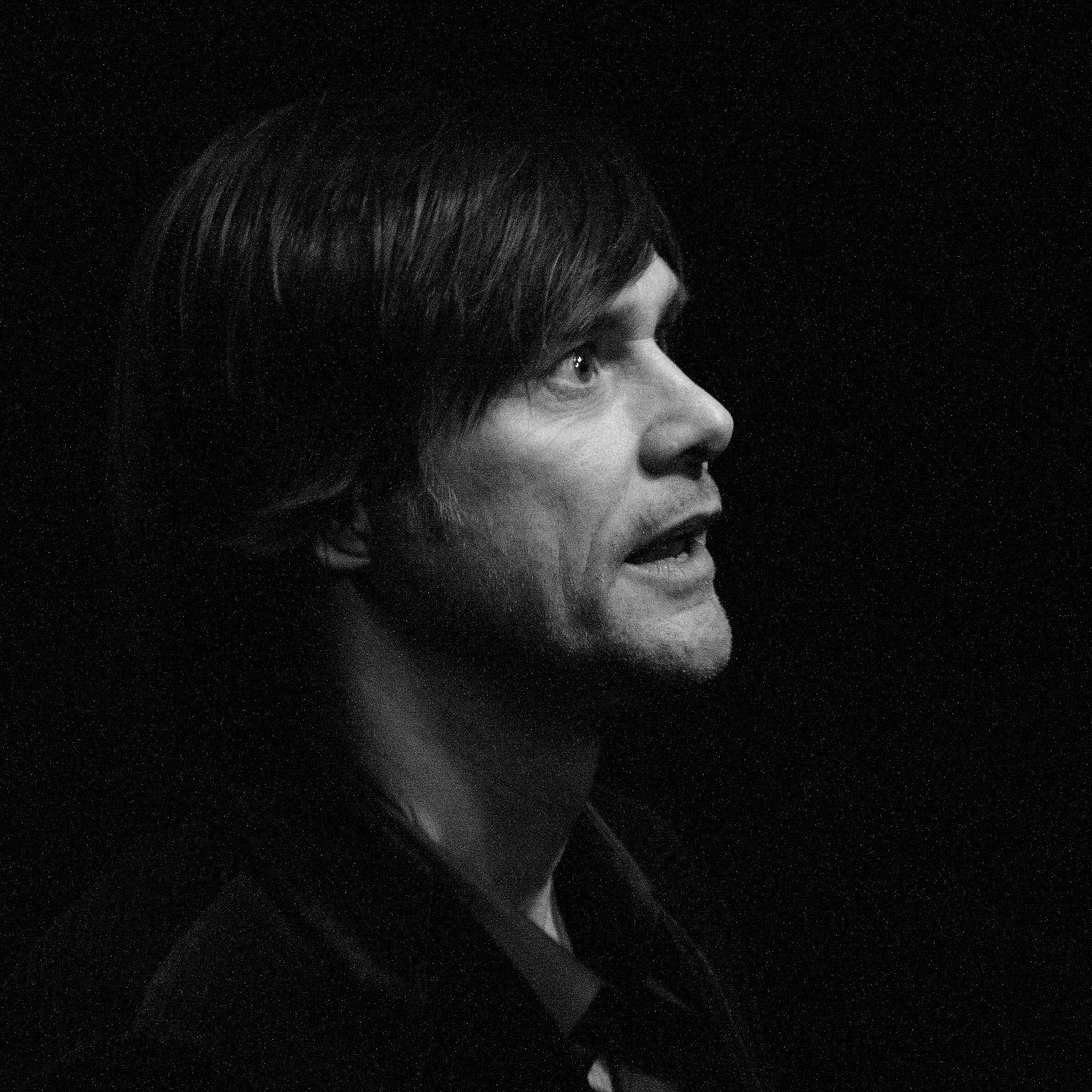
Джим Керри на премьере фильма «Я люблю тебя, Филлип Моррис»

Также Керри снялся в драме Гленна Фикарра и Джона Рекуа «Я люблю тебя, Филлип Моррис», где сыграл гомосексуала Стивена Расселла, попавшего в тюрьму из-за дерзкой аферы и влюбившегося в сокамерника Филлипа Морриса (Юэн Макгрегор). Фильм из-за откровенных сцен долгое время не мог найти прокатчиков. Даже считали, что фильм может ограничиться DVD-прокатом. Фильм был принят неоднозначно как критиками, его посчитали слишком «гомосексуальным», так и поклонниками. Керри внёс свою лепту в создание образа Расселла, как и во все его предыдущие персонажи: чтобы показать умудрённость опытом Расселла, Джим выбрил часть волос над лбом, вследствие чего лоб казался выше. Фильм вышел в прокат в 2010 году, собрав скромную кассу.

### 2010-е — 2020-е
В 2010 году Керри снялся в роли Рональда Рейгана в скетче «Президентское воссоединение» сайта FunnyOrDie.com.
В январе 2011 принял участие в программе Saturday Night Live с пародией на фильм «Чёрный лебедь». Также снялся в небольшой роли в финале 7 сезона сериала «Офис».
В 2011 году в прокат вышла комедия с участием Керри «Пингвины мистера Поппера». Он сыграл роль бизнесмена Тома Поппера, ставшего обладателем шести пингвинов. В прокате фильм собрал 187 млн $. Керри придумал одну из сцен фильма: 

Мы переделали апартаменты на Park Avenue в зимнюю волшебную страну, и я катался там на коньках. Это я придумал. Обожаю коньки. Конечно, я не профи, но всё же, как ни крути, я канадец.
В 2013 году в прокат вышли два фильма с участием Керри: «Невероятный Бёрт Уандерстоун» и «Пипец 2». В обеих комедиях актёр исполнил второстепенные роли. В «Невероятном Бёрте Уандерстоуне» он сыграл роль антагониста Стива Грея, уличного фокусника, главного конкурента Уандерстоуна (Стив Карелл). Прототипом Грея стал фокусник Крисс Энджел, выступавший консультантом во время съёмок. Картина не окупилась в американском прокате и получила отрицательные отзывы критиков. В «Пипце» Джим исполнил роль Полковника Звёзды и полосы, главаря банды уличных героев. После окончания съёмок Керри поменял своё отношение к фильму и осудил высокий уровень насилия в «Твиттере»: 

 Я снялся в «Пипце» за месяц до событий в школе «Сэнди-Хук» и сейчас с чистой совестью заявляю, что не могу поддерживать такой уровень насилия. 
Я не стыжусь этого фильма, но в свете последних событий я изменил своё мнение.
Несмотря на то, что ранее Керри возвращался к своим персонажам лишь раз, летом 2011 года он решил вернуться к своим ролям в «Тупой и ещё тупее» и «Брюс всемогущий».

Я хочу создать не новую интерпретацию историй, а вернуться к старым персонажам. Я мог бы и дальше сниматься в «Пингвинах мистера Поппера», но очень соскучился по «Брюсу» и «Тупому и ещё тупее».

В 2016 году вышел детективный триллер «Настоящее преступление», в котором Керри исполнил роль польского детектива Тадека, расследующего серийные убийства девушек. В этой роли он носил густую седую бороду, которая в то время была частью его реального имиджа (хотя для фильма он её вдвое укоротил). Фильм был полностью разгромлен критиками и провалился в прокате.
В 2018 году Керри, подобно многим коллегам, пошёл работать на телевидение, начав сниматься в трагикомедийном сериале «Шучу», который стал его вторым совместным проектом с Мишелем Гондри. В нём он исполнил роль детского телеведущего Джеффа Пиклза, который после личной трагедии начинает сходить с ума. Сериал получил хорошие рейтинги и был продлён на второй сезон, а Керри за свою работу был в очередной раз номинирован на «Золотой глобус».
В том же году Керри снялся в фильме о еже Сонике в роли его заклятого врага Доктора Роботника. Фильм был запланирован к выходу ещё в 2019 году, но был отложен на год из-за негативных отзывов в адрес дизайна Соника. Однако работа Керри уже на этапе выхода трейлера получила положительные отзывы. Керри заявил во время интервью, что он хотел бы вернуться в качестве Роботника в сиквеле.
В апреле 2022 года Керри объявил, что планирует уйти из киноиндустрии, объяснив, что он «сделал достаточно», «с него хватит» и что «его было достаточно». Когда его спросили, собирается ли он когда-нибудь вернуться, он ответил: «Как получится. Если, конечно, ангелы принесут мне какой-нибудь сценарий, написанный золотыми чернилами, и люди должны будут увидеть этот фильм, то я могу продолжить свою работу, но пока что я беру перерыв».
В 2024 году несмотря на заявление о выходе из киноиндустрии, Джим Керри вновь вернулся к роли Айво Роботника в триквеле Соника, заодно сыграв его деда Джеральда. А в 2025 году выразил готовность поучаствовать и в запланированной на 2027 год четвёртой части Соника, если его заинтересует сценарий.

### Музыкальная карьера
Несмотря на отсутствие музыкального образования, Джим Керри неоднократно на протяжении своей карьеры выступал в качестве вокалиста, чаще всего — на киноэкране, а также в различных телевизионных шоу.
В комедийном шоу «In Living Color», Керри работал в амплуа комического певца, исполняя пародийные композиции. Наиболее известными из них являются «White, White, Baby» (юмористическая перепевка известного хита рэпера Vanilla Ice «Ice Ice Baby») и «Imposter» (переделка «Informer» канадского хип-хоп-исполнителя Snow). В образе женщины-бодибилдера Веры де Майло Керри спел песню «Buff Neck», а пародируя президента США Билла Клинтона — «Humpin' Around» Бобби Брауна. В одном из эпизодов Джим также спел «Achy Breaky Song» Странного Эла Янковича.
В полнометражных фильмах Джим Керри исполнил целый ряд песен. «Cuban Pete» вошла в официальный саундтрек к фильму «Маска», а также была выпущена в качестве сингла в 1994 году (с ремиксом C+C Music Factory). Также известностью пользуется кавер-версия «Somebody to Love» группы Jefferson Airplane, представленная в фильме «Кабельщик». Вместе с Майклом Стайпом из группы R.E.M. Джим Керри исполнил песню «This Friendly World» для фильма «Человек на Луне». Кинокартина «Гринч — похититель Рождества» включает несколько вокальных номеров Керри, в том числе рэп-трек «Grinch 2000», записанный при участии Басты Раймса.
В 1995 году Джим Керри стал соавтором баллады «Heaven Down Here» (вместе с музыкальным продюсером Филом Роем), которая была исполнена группой Tuck & Patti и выпущена на их альбоме Learning How to Fly.
В 1998 году Керри по приглашению Джорджа Мартина исполнил и записал известный хит группы The Beatles «I Am the Walrus», который был выпущен на альбоме In My Life.
В сентябре 2011 года Керри выступил на сцене нью-йоркского клуба Arlene’s Grocery, где в сопровождении штатного ансамбля исполнил несколько рок-каверов: «I Started a Joke» группы Bee Gees, «Bullet with Butterfly Wings» ансамбля The Smashing Pumpkins и «Creep» Radiohead.

## Опросы и рейтинги
В 2005 году британский журнал Empire провёл опрос среди десяти тысяч своих читателей на тему «Кто, по вашему мнению, является самым „раздражающим“ актёром всех времен?». Керри вошёл в пятёрку.
В 2009 году был произведён ряд опросов среди кинематографистов. Журнал Forbes в феврале составил список из 1411 актёров, упорядоченных по ликвидности. Керри попал на 16 место. В ноябре этот же журнал составил список самых переоценённых актёров, и Керри замкнул десятку. На каждый вложенный в него доллар киностудии получали 8,62 $. В том же году среди кинематографистов провели опрос на тему: «Кто самый ценный комедиант?» По результатам опроса Керри занял четвёртое место.
В списке самых влиятельных знаменитостей за 2009 год Керри занимал 56 место с заработком в 30 млн $. По результатам рейтинга, Керри занимал:
- 50 место — по заработку;
- 40 место — по упоминаемости в Интернете;
- 50 место — по упоминаемости в прессе;
- 51 место — по упоминаемости по телевидению.

В последующие годы Керри в списки не попадал.
В одном из интервью Керри признавался, что очень хочет получить премию «Оскар»:

…Я буду неудовлетворен до тех пор, пока не окажусь в потоке света перед камерой с благодарственной речью. Вы понимаете, о чём я… Я не знаю, каким образом я добуду «Оскара» и что мне придётся для этого сделать. Да, такой я тщеславный!...

## Номинации и награды
| Год  | Премия                                              | Номинации | Результат                |
| ---- | --------------------------------------------------- | --- | ------------------------ |
| 1994 | MTV Movie Awards                                    | Лучшая комедийная роль («Эйс Вентура: Розыск домашних животных»)                                                       | Номинация                |
| 1995 | Золотой глобус                                      | Лучшая мужская роль (комедия или мюзикл) («Маска»)                                                                     | Номинация                |
| 1995 | MTV Movie Awards                                    | Лучшая комедийная роль («Тупой и ещё тупее»)/Лучший поцелуй («Тупой и ещё тупее»)                                      | Победитель               |
| 1995 | MTV Movie Awards                                    | Лучшая экранная пара (Тупой и ещё тупее)/лучший танец (Маска)/лучший комедийный актёр (Маска)                          | Номинация                |
| 1996 | MTV Movie Awards                                    | Лучшая комедийная роль («Эйс Вентура: Когда зовет природа»)/Лучшая мужская роль («Эйс Вентура 2: Когда природа зовет») | Победитель               |
| 1996 | MTV Movie Awards                                    | Лучший злодей (Бэтмен: навсегда)/Лучший поцелуй («Эйс Вентура: Когда зовёт природа»)                                   | Номинация                |
| 1997 | MTV Movie Awards                                    | Лучшая комедийная роль («Кабельщик»)/Лучший злодей («Кабельщик»)                                                       | Победитель               |
| 1997 | MTV Movie Awards                                    | Лучшая драка(«Кабельщик»)                                                                                              | Номинация                |
| 1998 | Золотой глобус                                      | Лучшая мужская роль (комедия или мюзикл) («Лжец, лжец»)                                                                | Номинация                |
| 1998 | MTV Movie Awards                                    | Лучшая комедийная роль («Лжец, лжец»)                                                                                  | Победитель               |
| 1999 | Золотой глобус                                      | Лучшая мужская роль (драма) («Шоу Трумана»)                                                                            | Победитель               |
| 1999 | MTV Movie Awards                                    | Лучшая мужская роль («Шоу Трумана»)                                                                                    | Победитель               |
| 2000 | Золотой глобус                                      | Лучшая мужская роль (комедия или мюзикл) («Человек на Луне»)                                                           | Победитель               |
| 2000 | MTV Movie Awards                                    | Лучшая мужская роль («Человек на Луне»)                                                                                | Номинация                |
| 2000 | Гильдия киноактёров                                 | Лучшая мужская роль («Человек на Луне»)                                                                                | Номинация                |
| 2001 | Золотой глобус                                      | Лучшая мужская роль (комедия или мюзикл) («Гринч — похититель Рождества»)                                              | Номинация                |
| 2001 | MTV Movie Awards                                    | Лучший злодей («Гринч — похититель Рождества»)                                                                         | Победитель               |
| 2001 | MTV Movie Awards                                    | Лучший комедийный актёр(«Я, снова я и Ирэн»)                                                                           | Номинация                |
| 2001 | Выбор народа                                        | Любимый комедийный актёр                                                                                               | Победитель               |
| 2004 | MTV Movie Awards                                    | Лучшая комедийная роль («Брюс Всемогущий»)/Лучший поцелуй («Брюс Всемогущий»)                                          | Номинация                |
| 2004 | San Diego Film Critics Society Award for Best Actor | Лучший актёр («Вечное сияние чистого разума»)                                                                          | Победитель               |
| 2005 | Золотой глобус                                      | Лучшая мужская роль (комедия или мюзикл) («Вечное сияние чистого разума»)                                              | Номинация                |
| 2005 | Выбор народа                                        | Любимая забавная звезда                                                                                                | Победитель               |
| 2005 | MTV Movie Awards                                    | Лучший злодей («Лемони Сникет: 33 несчастья»)                                                                          | Номинация                |
| 2005 | Премия BAFTA за лучшую мужскую роль                 | Лучшая мужская роль («Вечное сияние чистого разума»)                                                                   | Номинация                |
| 2006 | MTV Movie Awards                                    | MTV Generation Award                                                                                                   | Выдавалась без номинаций |
| 2008 | Золотая Малина                                      | Худшая мужская роль («Число 23»)                                                                                       | Номинация                |
| 2009 | Выбор народа                                        | Любимая забавная звезда                                                                                                | Номинация                |
| 2009 | Kids’ Choice Awards                                 | Любимый актёр («Всегда говори «Да»»)/Любимая озвучка анимационного фильма («Хортон»)                                   | Номинация                |
| 2009 | MTV Movie Awards                                    | Лучшая комедийная роль («Всегда говори «Да»»)                                                                          | Победитель               |
| 2010 | Выбор народа                                        | Любимая комедийная звезда                                                                                              | Победитель               |
| 2010 | Выбор детей                                         | Любимая озвучка анимационного фильма («Рождественская история»)                                                        | Победитель               |
| 2011 | Spike Guys' Choice Awards                           | Самый смешной | Победитель               |

В общей сложности имеет 22 номинации и 10 наград MTV Movie Awards (без учёта MTV Generation Award), являясь рекордсменом по количеству номинаций и наград.

## Фильмография
| Год       |     | Русское название                      | Оригинальное название                           | Роль                                                      |
| --------- | --- | ------------------------------------- | ----------------------------------------------- | --------------------------------------------------------- |
| 1981      | тф  | Резиновое лицо                        | Rubberface (Introducting… Janet)                | Тони Морони                                               |
| 1983      | в   | Семейный час секса и насилия          | The Sex and Violence Family Hour                | разные роли                                               |
| 1983      | ф   | Всё в хорошем вкусе                   | All in Good Taste                               | Ральф                                                     |
| 1983      | тф  | Гора Куппер                           | Copper Mountain                                 | Бобби Тодд                                                |
| 1984      | с   | Буффало Билл                          | Buffalo Bill                                    | имитатор Джерри Льюиса                                    |
| 1984      | ф   | Нашедшие и сохранившие                | Finders Keepers                                 | Лэйн Бидлекофф                                            |
| 1984      | с   | Утиная фабрика                        | The Duck Factory                                | Скип Таркентон                                            |
| 1985      | ф   | Однажды укушенный                     | Once Bitten                                     | Марк Кендэлл                                              |
| 1986      | ф   | Пегги Сью вышла замуж                 | Peggy Sue Got Married                           | Уолтер Гетц                                               |
| 1988      | ф   | Смертельный список                    | The Dead Pool                                   | Джонни Скуэрс                                             |
| 1988      | ф   | Земные девушки легко доступны         | Earth Girls Are Easy                            | Уиплок                                                    |
| 1988      | тф  | Майк Хаммер: Цепь убийств             | Mike Hammer: Murder Takes All                   | Брэд Питерс                                               |
| 1989      | ф   | Розовый кадиллак                      | Pink Cadillac                                   | Комедиант                                                 |
| 1990—1994 | с   | В живом цвете                         | In Living Color                                 | различные роли                                            |
| 1991      | ф   | Нервы на пределе                      | High Strung                                     | Смерть                                                    |
| 1992      | мф  | Крошечный паучок                      | Itsy Bitsy Spider                               | Истребитель насекомых                                     |
| 1992      | тф  | Жизнь на Мэйпл-Драйв                  | Doing Time on Maple Drive                       | Тим Картер                                                |
| 1994      | ф   | Эйс Вентура: Розыск домашних животных | Ace Ventura: Pet Detective                      | Эйс Вентура                                               |
| 1994      | ф   | Тупой и ещё тупее                     | Dumb & Dumber                                   | Ллойд Кристмас                                            |
| 1994      | ф   | Маска                                 | The Mask                                        | Стэнли Ипкисс                                             |
| 1995      | ф   | Эйс Вентура 2: Когда зовёт природа    | Ace Ventura: When Nature Calls                  | Эйс Вентура                                               |
| 1995      | ф   | Бэтмен навсегда                       | Batman Forever                                  | Эдвард Нигма / Загадочник                                 |
| 1996      | ф   | Кабельщик                             | The Cable Guy                                   | Кабельщик / Чип / Рики                                    |
| 1997      | ф   | Лжец, лжец                            | Liar Liar                                       | Флетчер Рид                                               |
| 1998      | ф   | Саймон Бирч                           | Simon Birch                                     | взрослый Джо Вентеуорф                                    |
| 1998      | ф   | Шоу Трумана                           | The Truman Show                                 | Трумэн Бёрбэнк                                            |
| 1999      | ф   | Человек на Луне                       | Man on the Moon                                 | Энди Кауфман / Тони Клифтон                               |
| 2000      | ф   | Гринч — похититель Рождества          | How the Grinch Stole Christmas                  | Гринч                                                     |
| 2000      | ф   | Я, снова я и Ирэн                     | Me, Myself and Irene                            | офицер Чарли Бэйлигейтс / Хэнк                            |
| 2001      | ф   | Мажестик                              | The Majestic                                    | Питер Эпплтон                                             |
| 2003      | ф   | Брюс Всемогущий                       | Bruce Almighty                                  | Брюс Нолан                                                |
| 2004      | ф   | Лемони Сникет: 33 несчастья           | Lemony Snicket’s A Series of Unfortunate Events | Граф Олаф                                                 |
| 2004      | ф   | Вечное сияние чистого разума          | Eternal Sunshine of the Spotless Mind           | Джоел Бэриш                                               |
| 2005      | ф   | Аферисты: Дик и Джейн развлекаются    | Fun with Dick and Jane                          | Дик Харпер                                                |
| 2007      | ф   | Роковое число 23                      | Number 23                                       | Уолтер Спэрроу                                            |
| 2008      | ф   | Всегда говори «да»                    | Yes man                                         | Карл Аллен                                                |
| 2008      | мф  | Хортон                                | Horton Hears a Who!                             | Хортон                                                    |
| 2009      | ф   | Я люблю тебя, Филлип Моррис           | I Love You Phillip Morris                       | Стив Рассел                                               |
| 2009      | мф  | Рождественская история                | A Christmas Carol                               | Эбенезер Скрудж / призраки                                |
| 2009      | ф   | На глубине морской 3D                 | Under the Sea 3D                                | рассказчик                                                |
| 2010      | кор | Президентское воссоединение           | Presidential Reunion                            | Рональд Рейган                                            |
| 2011      | с   | Офис                                  | The Office                                      | парень из Пальцевых озёр                                  |
| 2011      | ф   | Пингвины мистера Поппера              | Mr. Popper’s Penguins                           | Том Поппер                                                |
| 2011      | с   | Пьяная история                        | Drunk History                                   | Санта-Клаус                                               |
| 2012      | с   | Студия 30                             | 30 Rock                                         | Дэйв Уильямс                                              |
| 2013      | ф   | Невероятный Бёрт Уандерстоун          | Burt Wonderstone                                | Стив Грэй                                                 |
| 2013      | ф   | Пипец 2                               | Kick-Ass 2                                      | Полковник Америка                                         |
| 2013      | ф   | Телеведущий 2: И снова здравствуйте   | Anchorman: The Legend Continues                 | ведущий Скотт Райлс                                       |
| 2014      | ф   | Тупой и ещё тупее 2                   | Dumb & Dumber 2                                 | Ллойд Кристмас                                            |
| 2016      | ф   | Настоящее преступление                | Dark Crimes                                     | Тадек                                                     |
| 2016      | ф   | Плохая партия                         | The Bad Batch                                   | Питер                                                     |
| 2017      | док | Джим и Энди: Другой мир               | Jim & Andy: The Great Beyond                    | Джим                                                      |
| 2018—2020 | с   | Шучу                                  | Kidding                                         | Джефф Пиклс                                               |
| 2020      | ф   | Соник в кино                          | Sonic the Hedgehog                              | Доктор Айво «Эггман» Роботник                             |
| 2022      | ф   | Соник 2 в кино                        | Sonic the Hedgehog 2                            | Доктор Айво «Эггман» Роботник                             |
| 2024      | ф   | Соник 3 в кино                        | Sonic the Hedgehog 3                            | Доктор Айво «Эггман» Роботник/Профессор Джеральд Роботник |

## Факты
- Вегетарианец[80].
- Занимается бразильским джиу-джитсу[81].
- Одним из любимейших занятий Керри является езда на мотоцикле[3].
- Несмотря на то, что Керри настоял на участии группы Cannibal Corpse в съёмках фильма «Эйс Вентура» и даже лично выбрал прозвучавшую в фильме песню «Hammer Smashed Face»[82], он не является фанатом «каннибалов» и не любит дэт-метал. Конец многолетним слухам положил зять актёра, рок-музыкант Алекс Сантана. По словам Сантаны, «это было первым, о чём он спросил Керри при знакомстве»[83].
- В 1997 году Керри вошёл в список самых красивых людей мира по версии журнала «People»[4].
- У Керри наблюдается СДВГ[84].
- Керри в начале карьеры выписал сам себе фальшивый чек на 10 млн $[85].
- У Керри есть своя звезда на Канадской Аллее Славы в Торонто.
- В музее восковых фигур Мадам Тюссо есть его восковая фигура[86]. Фигура указывает на микрофон, который изменяет голос так, как это делает Джим в кино[87].
- Официальный сайт Керри jimcarrey.com получил премию Webby Awards как лучшая официальная страница в 2010 году[88], а в 2011 году Керри получил эту премию за роль Рональда Рейгана в соединение сайта FunnyOrDie.com[89].
- Керри дважды бывал в Москве.
- Керри жертвует деньги на благотворительность, в основном на лечение тяжелобольных детей.
- В 2007 году Керри снял видеообращение, где выступил в защиту обладательницы Нобелевской премии мира Аун Сан Су Чжи и других жертв репрессий в Бирме[90].
- В 2017 году вышел короткометражный фильм Дэвида Бушелла, в котором актёр рассказывает о своём увлечении изобразительным искусством (живописью и скульптурой)[91].